# Notophyllum splendens
Notophyllum splendens är en ringmaskart som först beskrevs av Schmarda 1861.  Notophyllum splendens ingår i släktet Notophyllum och familjen Phyllodocidae. Inga underarter finns listade i Catalogue of Life.